# Abdeldjalil Bouanani
Pour les articles homonymes, voir Bouanani.
Abdeldjalil Bouanani, né le 27 juillet 1966 à Oran, est un handballeur algérien.

## Parcours
- MP Oran
- 1987 MC Alger
- 2000 OC Alger

## Palmarès

### En club
- Vainqueur de la Coupe d'Algérie en 1986 (avec MP Oran)
- Vainqueur du Champion d'Algérie : 1988,1989   (avec MC Alger )
- Champion de Tunisie en 1995, 1997 (avec l'Espérance sportive de Tunis)
- Vainqueur de la Coupe de Tunisie 1995 (avec l'Espérance sportive de Tunis)
- Vainqueur de la Coupe d'Afrique des vainqueurs de coupes en 1987 (avec MP Oran)
- Vainqueur du Championnat arabe des clubs champions en 1988  (avec MP Oran)

### Enéquipe nationale
Jeux olympiques
- 10e place aux Jeux olympiques de 1996 [1]

Championnats du monde
- 16e au Championnat du monde 1990 ( Tchécoslovaquie)
- 16e au championnat du monde 1995 ( Islande)
- 17e au championnat du monde 1997 ( Japon)
- 13e au championnat du monde 2001 ( France) [2]

Championnat d'Afrique
- Finaliste du Championnat d'Afrique 1994 ( Tunisie)

Jeux méditerranéens
- Vainqueur des Jeux méditerranéens de 1987 ( Syrie)
- 5e aux Jeux méditerranéens de 1991

Jeux africains
- Vainqueur des Jeux africains de 1987

## Entraîneur
- Limoges Handball [3] 2006-2008
- Al Shabab Dubaï 2008-2009 [4]
- Al Khaleej Saihat 2011-2012
- Sadaka 2012-
- Bahreïn 2016
- Al Etifaq Sport Club 2017-2019
- CHT Oran Handball 2019 [5]